# حزب‌اللهی
حزب‌اللهی در فرهنگ سیاسی ایران به افراد و گروه‌هایی گفته می‌شود که یا به شکل شخصی یا به‌شکل سازمان‌یافته‌ای از ولایت فقیه و نظام جمهوری اسلامی ایران حمایت می‌کنند. افراد ملقب به «حزب‌اللهی» در سال‌های نخست انقلاب ۱۳۵۷ با حمله به تظاهراتِ مخالفان سیاسی یا دفاتر روزنامه‌های منتقد حکومت، نقش مهمی در سرکوب مخالفانِ جمهوری اسلامی که به آن‌ها «ضدانقلاب» می‌گفتند را برعهده داشتند.
حزب‌اللهی «عموماً بدون محدودیت معنادار پلیس یا ترس از آزار و اذیت عمل می‌کند» و در ابتدا به تظاهرات و دفاتر روزنامه‌هایی که منتقد خمینی بودند حمله کرد. آنها «با مقابله با کسانی که حکومت آنها را ضدانقلاب می‌داند» در لحظات مهم روزهای آغازین انقلاب نقش مهمی در خیابان ایفا کردند.

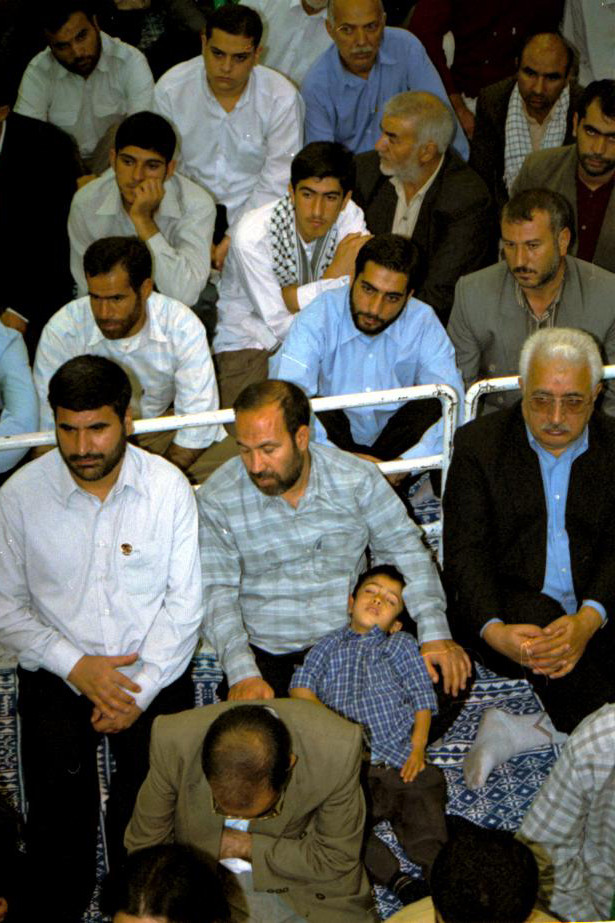
ملاقات مردم حزب اللهی با علی خامنه ای در سال 2001

در زمانیکه چالشهای سیاسی رژیم فروکش کرد، فعالیت های حزب‌الله گسترش یافت و فعالیت هایش را به حوزه های مختلفی از جمله فرهنگی و اخلاقی گسترش داد، که به‌طور مثال بدحجابی، مختلط بودن مرد و زن و استفاده از مشروبات الکلی را می‌توان نام برد.
حزب‌الله به معنی حزب خداست و ارجاع در رسانه‌ها یا مکتوبات معمولاً به اعضای گروه - یا حزب‌اللهی‌ها - داده می‌شود تا حزب‌الله، زیرا حزب‌الله یک سازمان مستقل کاملاً ساختارمند نبوده، بلکه بیشتر جنبشی از گروه‌های سست است که معمولاً مرکز آنها یک مسجد است.

## شکل ظاهری
حزب‌اللهی‌ها یونیفورم نمی‌پوشند، ولی گفته می‌شود که با «نگاه» آشنا که مد و به ویژه مد غربی را نادیده می‌گیرد، برای ایرانیان قابل تشخیص است. حزب‌اللهی پیراهن‌های یقه ای ساده که دکمه های ان را تا زیر گلو میبندند و غیر مد روز را که هرگز در شلوارشان فرونمی‌رود، ترجیح می‌دهد. شلوار کار گشاد و ساده (که هرگز شلوار جین نیست) و کفش یا دمپایی مشکی ساده. یک چفیه به سبک فلسطینی سیاه و سفید معمولاً پوشیده می‌شود (بخصوص به‌طور عام در زمستان‌ها). ریش یا ته ریش سه روزه تقریباً همیشه فرسوده‌است.

## تاریخچه و فعالیتها
اسم حزب‌الله یا حزب خدا نامی است عام که در تظاهرات‌هایی که افراد در آن فریاد می‌زدند «حزب فقط حرب الله رهبر فقط روح‌الله».... و روح‌الله اسم اول رهبر انقلاب اسلامی روح‌الله خمینی بود. در روزهای اولیه انقلاب، خمینیست‌ها – کسانی که در حزب جمهوری اسلامی بودند – ارتباطشان را با حزب‌الله تکذیب می‌کردند، و ادامه حملات آنان را به تمایلات خودبخودی مردم نسبت می‌دادند که دولت هیچ کنترلی بر آن‌ها ندارد.
حزب‌الله به اعتباری یک جریان تندرو ابتکاری شناخته می‌شود. گروه به عنوان مکتبی معرفی می‌شود (که منظور این است که به‌طور جامع از اسلام پیروی می‌کند)، و از هر گونه انحراف به شرق و غرب متنفر است. گروه دارای مجموعه‌ای از اسناد است که کسانی که به عنوان روشنفکر نمایانده می‌شوند را افشا می‌کند. گروه ساده، راست نما و عصبی است. در زمانیکه عصبانی است از آن دوری کنید، چون هر چیزی که سر راهش قرار می‌گیرد را نابود می‌کند. خمینی روح و قلب آن است… حزب‌الله ادکلن استفاده نمی‌کند کراوات نمی‌زند و سیگار آمریکایی نمی‌کشد. … شما ممکن است تعجب کنید که گروه اطلاعاتش را از کجا می‌آورد. گروه همه جا هست، غذا برای شما بیاورد یا به شما بستنی بفروشد.
در حقیقت نیروهای جمهوری اسلامی حزب‌الله را سرپرستی می‌کنند. هادی غفاری که یک پیرو جوان خمینی بود پس از انقلاب ۱۳۵۷ متصدی آن‌ها بود.

### نقش حزب‌الله در انقلاب فرهنگی

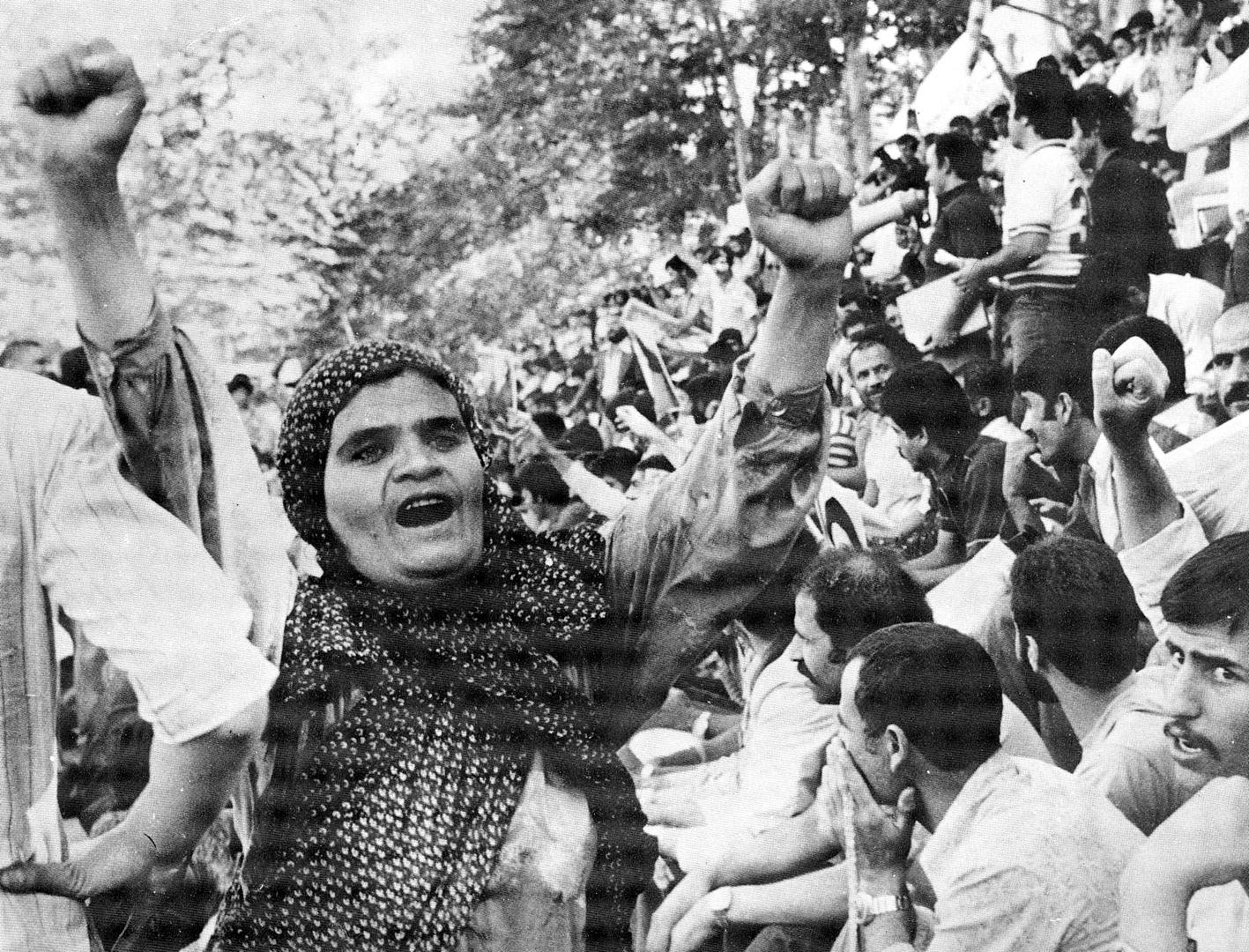
زهرا خانم با حدود ۲۰۰–۳۰۰ پیروش به دفاتر روزنامه‌ها و مجلات منتقد، اجتماعات و تظاهرات جریان‌های سیاسی چپ و ملی و میانه‌رو حمله می‌کردند.

حزب‌الله ابزاری در انقلاب فرهنگی اسلامی بر علیه سکولارها و مدرنیست‌ها در دانشگاه‌های ایران بود. در ۲۹ فروردین ۱۳۵۹بعد از نماز جمعه خمینی به تندی به دانشگاه‌ها حمله کرد و گفت: «ما از تحریم اقتصادی یا دخالت نظامی نمی‌ترسیم. چیزی که ما از آن می‌ترسیم دانشگاه‌های غربی است و اینکه جوانان ما منافع غرب و شرق را آموزش بگیرند.»
عصر همان روز این حرف‌های او به عنوان علامتی برای حمله به دانشگاه تربیت معلم تهران عمل کرد. یک دانشجو زجرکش شد، به گفته یک گزارشگر انگلیسی خوابگاه دانشکده به صورت منطقه جنگی درآمده بود. روز بعد حزب‌اللهی‌ها به دفاتر دانشجویان چپگرا در دانشگاه شیراز یورش برده آنجا را چپاول کردند. تقریباً ۳۰۰ دانشجو در بیمارستان بستری شده که نیاز به مداوا داشتند. حمله به گروه‌های دانشجویی همچنین در دانشگاه‌های مشهد و اصفهان نیز صورت گرفت. در اول اردیبهشت ۱۳۵۹ حملات ادامه یافت و روز بعد در دانشگاه‌های اهواز و رشت انجام شد. بیش از ۲۰ نفر جانشان را در این درگیری‌ها در دانشگاه‌ها از دست دادند. … دانشگاه‌ها بلافاصله بعد از درگیرهای اردیبهشت ماه ۵۹ برای اسلامیزه شدن بسته شدند. دانشگاه‌ها برای دو سال بعد باز نشدند.

## انصار حزب‌الله
انصار حزب‌الله در سال ۱۳۷۴بوجود آمد. یک گزارش عفو بین‌الملل در سال ۱۳۷۶ انصار حزب‌الله را به عنوان شاخه‌ای از حزب‌الله توصیف می‌کند. مجله میدل ایست بین‌المللی آن را متعصبین مذهبی همکار حزب‌الله توصیف می‌کند. روزنامه‌نگار افشین مولوی آن‌ها را گروه حاشیه‌ای کوچکی توصیف می‌کند که شاید در تهران حداکثر ۱۰۰ عضو بیشتر نداشته باشد، اما با نفوذی غیر متعارف با تعدادشان بخاطر روابطشان با پلیس و نیروهای امنیتی و روحانیون بلند مرتبه محافظه کار.

## شورای هماهنگی حزب‌الله

### شورای هماهنگی
شورای هماهنگی حزب‌الله تجمع گروهی از اسلامگرایان تندرو ایران که به قصد آنچه مطالبات فرامین رهبری عنوان می‌کنند، ایجاد شده‌است.
این گروه در حال حاضر به ریاست حسین الله‌کرم از پیشکسوتان سپاه پاسداران انقلاب اسلامی و حمید استاد و مهدی عبدی فعالیت می‌کند. شورای مرکزی و مؤسسین آن متشکل از تندروترین عناصر انصار حزب‌الله کشور بوده‌است که در نظر دارند انسجام جدیدی بین نیروهای حزب‌اللهی کشور و حتی خارج کشور ایجاد کنند. سید علی خامنه‌ای اگرچه برخی مواقع آن‌ها را به آرامش دعوت می‌کند ولی از مدافعان اصلی این گروه بوده و همیشه از این جریان دفاع کرده‌است.